# Hans Scheib (Kameramann)
Hans Scheib (* 28. Juli 1905 in Berlin; † 10. Juni 1957 in Madrid) war ein deutscher Kameramann, überwiegend tätig beim heimischen und spanischen Film.

## Leben und Wirken
Scheib debütierte 1922 beim Film und erhielt seine praktische Berufsausbildung bei Arpad Viragh. Schon ein Jahr später durfte er an Viraghs Seite bei dem Kostümstoff „Nanon“ von Hanns Schwarz erstmals mitverantwortlich als Kameramann arbeiten. Scheibs folgende Filme waren überwiegend einfache Unterhaltungsproduktionen, lediglich die Thérèse-Raquin-Adaption Du sollst nicht ehebrechen! unter der Regie von Jacques Feyder zeigte künstlerische Ambitionen. In jenen Jahren kooperierte Scheib auch mit erfahrenen Kollegen aus Skandinavien wie Axel Graatkjær und Frederik Fuglsang. Seit Anbruch der Tonfilm-Ära konzentrierte Hans Scheib zunächst auf den Dokumentarfilm; im Juni 1937 ist eine Reise des Berliners in die Vereinigten Staaten nachweisbar, im darauf folgenden Jahre eine nach Norwegen.
Ebenfalls 1938 traf er im zu diesem Zeitpunkt vom Bürgerkrieg schwer gezeichneten Spanien ein. Dort fand Hans Scheib die kommenden zehn Jahre vielfach Beschäftigung als Kameramann sowohl von Spiel- als auch von Dokumentarkurzfilmen. 1949 zog er sich von der Tätigkeit als Kameramann weitgehend zurückzog. Hans Scheib gründete eine eigene Firma und organisierte als Filmkaufmann den Im- und Export in- wie ausländischer Kinoproduktionen. Anfang der 50er Jahre arbeitete er auch als Berater und Kameramann bei der Herstellung von Kurzdokumentarfilmen der Innsbrucker Produktionsfirma ‘Wieser Film’.

## Filmografie
- 1923: Nanon
- 1924: Ein Traum vom Glück
- 1924: Die Stimme des Herzens
- 1926: Verlorene Nächte
- 1927: Bilderbogen der Ehe
- 1927: Gott allein die Ehre
- 1928: Therese Raquin
- 1928: Revolutionshochzeit
- 1928: Der Herzensphotograph
- 1929: Z dnia na dzien
- 1929: Die Frau, nach der man sich sehnt
- 1932: Insel der Dämonen (Dokumentarfilm)
- 1932: Bali – Kleinod der Südsee (Dokumentarfilm) (UA: 1941)
- 1934: Palos Brautfahrt (Palo’s Brudefærd)
- 1936/38: Olympia, 1. Teil: Fest der Völker
- 1936/38: Olympia, 2. Teil: Fest der Schönheit
- 1937: Deutsche Rennwagen in Front (Dokumentarfilm)
- 1938: Eli Sjursdotter
- 1938: Marietta (Mariquilla Terremoto)
- 1938: Hinter Haremsgittern (La canción de Aixa)
- 1939: Sehnsucht (Los hijos de la noche)
- 1939: Los cuatros Robinsones
- 1939: La marquesona
- 1940: Rápteme usted
- 1941: El crucero Baleares
- 1941: Amnesia efervescente
- 1941: Amores de antes
- 1942: Torero
- 1942: Danza del fuego
- 1942: Schottis
- 1943: Forja de almas
- 1943: La patria chica
- 1943: El abanderado
- 1944: Arribada forzosa
- 1945: La Santa Misa
- 1945: El destino se disculpa
- 1946: La iglesia católica
- 1946: Las oraciones
- 1946: Las Sacramentos
- 1946: Las Virtudes
- 1947: El real palacio de Aranjuez
- 1948: Póker de ases
- 1948: La calumniada
- 1949: Alas de juventud
- 1953: Romanze in Spanien (Kurzdokumentarfilm)